# Окључ
43° 41′ 48″ N 15° 28′ 22″ E / 43.69667° С; 15.47278° И
Окључ је ненасељено острвце у хрватском дијелу Јадранског мора. Налази се у Корнатском архипелагу око 0,8 km југозапдно од Курбе Веле. Дио је Националног парка Корнати. Његова површина износи 0,358 km², док дужина обалске линије износи 3,8 km. Највиши врх је висок 68 m. Грађен је од кречњака кредне старости. Административно припада општини Муртер-Корнати у Шибенско-книнској жупанији.